# LXII Festival Internacional de la Canción de Viña del Mar
El LXII Festival Internacional de la Canción de Viña del Mar, también conocido como Viña 2023 y estilizado como Viña 23, fue un evento que se llevó a cabo entre el 19 de febrero y el 24 de febrero de 2023 en el Anfiteatro de la Quinta Vergara en la ciudad chilena de Viña del Mar, región de Valparaíso. Fue animado por los presentadores Martín Cárcamo y María Luisa Godoy.
También fue transmitido a toda Latinoamérica a través de Star+.

## Antecedentes

### Anuncio de los artistas
En esta versión marca el regreso del festival después de tres años debido a que en 2021 y 2022 no se realizó por la pandemia de COVID-19 a nivel mundial. Los primeros seis artistas fueron anunciados por la alcaldesa de Viña del Mar Macarena Ripamonti el 5 de octubre de 2022, confirmando a: los mexicanos Alejandro Fernández y Maná, el colombiano Camilo y la chileno-estadounidense Paloma Mami; además de los dos primeros integrantes del jurado internacional y folclórico como la argentina Nicki Nicole y el chileno-angoleño Polimá Westcoast. Asimismo, el 24 de noviembre de 2022 se confirmó también a la reconocida cantante estadounidense Christina Aguilera, el grupo de rock folclórico chileno Los Jaivas y la colombiana Karol G.
Por otro lado, el 17 de enero de 2023 se confirmó al cantautor y compositor argentino Fito Páez y la parrilla de humoristas de las seis noches: el actor Daniel Alcaíno (con su personaje "Yerko Puchento") y los locales Rodrigo Villegas, Belén Mora, Pamela Leiva y Fabrizio Copano; y la argentina Laila Roth.
Posteriormente, el 7 de febrero de ese año, se anunció que la banda mexicana Maná no asistiría al certamen viñamarino con fecha programada para el 20 de febrero, debido a complicaciones de salud de su vocalista, por lo cual se llevó a cabo un proceso de devolución del dinero de las entradas. De esta manera, a días de comenzar el evento, aún faltaban tres artistas por confirmar y anunciar los días en que se presentarían cada uno de los humoristas, teniendo una parrilla programática incompleta.
Dos días después, se dieron a conocer los tres artistas faltantes del certamen; los artistas urbanos juveniles: Emilia Mernes (quien también fue integrante del jurado de este festival), Tini y Rels B. Adicionalmente el concejal de Viña, Carlos Williams señaló que el grupo mexicano Maná no se bajó por motivos de salud como se había señalado, sino por una anti-campaña en contra de la banda debido a que en el año 2017, había pedido salida soberana al mar para Bolivia. Adicionalmente el concejal señaló que los últimos tres artistas confirmados no eran conocidos, salvo ésta segunda artista que sí se ha hecho muy conocida en el país tanto por su faceta actoral al protagonizar la serie juvenil musical Violetta y la película Tini: El gran cambio de Violetta, ambas producciones de Disney, como por su faceta musical ascendiente como cantante pop urbana. 
El 13 de febrero, se confirmó la primera baja de los humoristas: se trataría de Alcaíno, quien originalmente habría sido agendado para la noche del día 20 de ese mes junto a Maná, pero debido a que esta también se bajó del festival. En su lugar, la banda fue reemplazada por la reconocida cantante argentina Tini con un público sub-30 (adolescente y juvenil) para aquella noche. Se habría tomado el mutuo acuerdo de que Daniel y su personaje no se presentasen en Viña debido a que, según el comediante, no se respetó la única condición: «convocar a un público adulto». Ante esto, se habría evaluado la posibilidad de reubicar al humorista la noche del martes 21 junto al mexicano Alejandro Fernández y la banda local Los Jaivas, sin embargo, la negociación no llegó a buen término debido a la negativa del equipo de la humorista Belén Mora de ser movida de ese día, por lo cual el actor se bajó del certamen. Un día después, el productor ejecutivo del certamen, Mauricio Correa, también renunció a su cargo. 
Por otra parte, un viejo conocido del festival, el humorista Paul Vásquez, "El Flaco"; quien triunfó en este certamen hace tres años, señalándose a sí mismo en una entrevista que sí estaría en condiciones para volver a participar en este festival, esta vez, como humorista invitado para la segunda noche de esta edición como posible reemplazo de Daniel y repitiendo el mismo plato que desde hace tres años atrás, en 2020; sin importar en qué noche. Además, aclaró que su humor es muy transversal y lo haría sin problemas realizar su rutina humorística para esa noche juvenil sub-30 en donde compartiría con Tini y Emilia Mernes. Sin embargo, no fue concretado.[cita requerida]
Finalmente, el 14 de febrero, se confirmó al último humorista del certamen: el debutante comediante y tiktoker Diego Urrutia, quien finalmente reemplazó a Daniel la noche del día 20. Adicionalmente, se dieron a conocer los días en que se presentarían cada uno de los humoristas, completando de esta manera la parrilla programática definitiva del festival viñamarino (con artistas y humoristas). Al día siguiente, el 15 de febrero, se dio a conocer la parrilla programática de las competencias: internacional y folclórica que participarían en esta edición.

### Orquesta del festival
El 29 de enero de 2023, se anunció que —por primera vez en sus 63 años de historia— el certamen no contaría de manera presencial con la orquesta que cada año musicaliza su desarrollo como parte medular de las competencias y que su música sería producida de forma envasada en Santiago. Dicha decisión fue aludida por supuestas razones económicas por parte de la producción general del evento. Esto generó críticas de diversos sectores y artistas musicales chilenos como Valentín Trujillo, quién señaló que es un «musicidio calificado» y que «¿Prefieren gastar en alfombras rojas para fiestas?».
Finalmente el 7 de febrero del mismo año, la alcaldesa Ripamonti confirmó que después de «diversas conversaciones con los canales de televisión» la orquesta del Festival sí estaría presente tocando música en vivo en el certamen viñamarino.

### Embajadores del Festival
Para esta edición del festival y por primera vez desde la edición de 1979, se ha anunciado que no se realizaría el evento de elección de los populares "Reyes del Festival" (Rey y Reina) ante la negativa del municipio Viñamarino. Ante esto aparecería 
la figura de los "embajadores del Festival" los cuales reemplazarían a los reyes de Viña.

## Presentadores

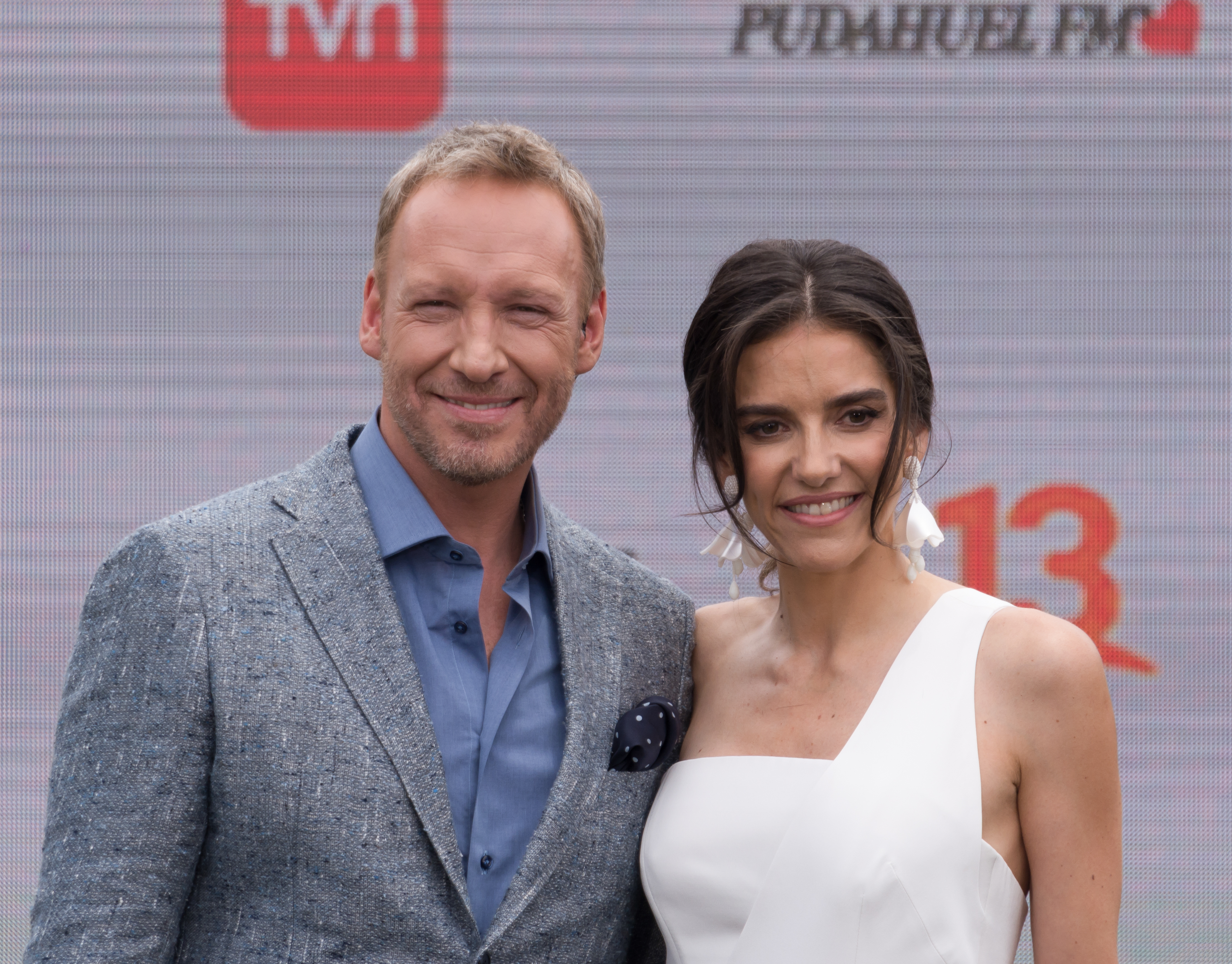
María Luisa Godoy y Martín Cárcamo, presentadores del Festival Internacional de la Canción de Viña del Mar en las ediciones de 2019, 2020 y 2023.

- Maria Luisa Godoy
- Martin Carcamo

## Jurado
- José Luis Repenning[31]
- Eduardo Fuentes[31]
- Daniel Fuenzalida[31]
- Gonzalo Valenzuela[31]
- Juanita Parra, de  Los Jaivas (presidenta del jurado)[31]
- Polimá Westcoast[31]
- Nicki Nicole[31]
- Emilia Mernes[31]

## Artistas

### Musicales
- / Paloma Mami[32]
- Polimá Westcoast[32]
- Los Jaivas[33]
- Karol G[33]
- Camilo[32]
- Alejandro Fernández
- Rels B[32]
- Fito Páez[32][34]
- Nicki Nicole[32]
- Emilia Mernes[32]
- Tini[n 5]
- Christina Aguilera[35]

### Humor
- Belén Mora[36]
- Rodrigo Villegas
- Pamela Leiva
- Diego Urrutia[n 6]
- / Fabrizio Copano
- Laila Roth

### Artistas cancelados
- Maná: Originalmente se iba a presentar el 20 de febrero, sin embargo, debido a problemas de salud de su vocalista, la banda decidió bajarse del festival.
- "Yerko Puchento": Originalmente, el personaje del actor chileno Daniel Alcaíno iba a presentarse el 20 de febrero, sin embargo, debido a la baja de Maná y a problemas de organización del festival, decidió bajarse del festival al no cumplirse su única condición (convocar a un público adulto) y a que la organización no cambió el día de su presentación para el 21 de febrero.

## Programación y desarrollo
|           | Obertura                            |
|           | Artista musical                     |
|           | Humor                               |
|           | Competencia folclórica              |
|           | Competencia internacional           |
| G / G / G | Gaviota de plata / oro / platino    |
| 🔑        | Llaves de la ciudad de Viña del Mar |
| UTC -3    | Hora de Chile                       |

La programación para esta edición es la siguiente:

### Día 1 - Domingo 19 de febrero
| N.º | Nombre                              | Género / Tipo                                  | Horario (UTC -3) | Premios / Puntaje   | Lista de temas / Rutina |
| --- | ----------------------------------- | ---------------------------------------------- | ---------------- | ------------------- | --- |
| O   | Popurri remix artistas de Viña 2023 | Obertura                                       | 21:45 21:55      | —                   | Ver lista 1. «Mi gente» de J Balvin y Willy William 2. «Todos juntos» de Los Jaivas 3. «Provenza» de Karol G 4. «Vida de rico» de Camilo 5. «Miénteme» de Tini 6. «Me dediqué a perderte» de Alejandro Fernández 7. «Mariposa tecknicolor» de Fito Páez 8. «Feel This Moment» de Pitbull y Christina Aguilera                              |
| 1   | Karol G                             | Cantante de reguetón, pop latino y trap latino | 22:10 23:37      | G (23:11) G (23:25) | Ver lista 1. «Gatúbela» 2. «Poblado (remix)» (con Varios artistas) 3. «Bichota» 4. «Gato malo» 5. «Una noche en Medellín» (con Cris MJ) 6. «A Ella» 7. «X si volvemos» 8. «Ocean» 9. «El makinón» 10. «El hombre que yo amo» (con Myriam Hernández) 11. «Mientras me curo del cora» 12. «Tusa» 13. «200 copas» 14. «Mamiii» 15. «Provenza» |
| 2   | Pamela Leiva                        | Humorista y Comediante                         | 00:03 01:22      | G (00:58) G (01:19) | Ver listaTemas de su rutina - Experiencia personal y familiar en pandemia. - Casting de reality show 1810. - Desiluciones amorosas (con composición musical de Paulina Muñoz). - El significado de amor propio. - Experiencias de su viaje a Brasil (con bailarines axé de invitados).                                                     |
| 3   | Ely Blancarte                       | Competencia internacional (1.ª ronda)          | 01:36 01:55      | 4,8P                | «After party» |
| 4   | Teo                                 | Competencia internacional (1.ª ronda)          | 01:36 01:55      | 4,3P                | «Chololatico» |
| 5   | Mila Manes                          | Competencia internacional (1.ª ronda)          | 01:36 01:55      | 4,7P                | «No me haces falta» |
| 6   | Los Rabanes                         | Competencia folclórica (1.ª ronda)             | 02:07 02:22      | 5,2P                | «La patineta» |
| 7   | Laia                                | Competencia folclórica (1.ª ronda)             | 02:07 02:22      | 6,0P                | «Camino» |
| 8   | Frank Di                            | Competencia folclórica (1.ª ronda)             | 02:07 02:22      | 5,8P                | «La última gota» |
| 9   | Paloma Mami                         | Cantante de música urbana                      | 02:36 03:21      | G (03:12) G (03:14) | Ver lista 1. «Mami» 2. «Goteo» 3. «I love her» 4. «Traumada» 5. «No te enamores» 6. «Cosas de la vida» 7. «Qué rico fuera» 8. «Nopalatele» 9. «Ultra solo (Remix)» 10. «Síntomas de soltera» 11. «Not Steady» |

(*) Presentaciones desde Pamela Leiva hasta Paloma Mami pasan a la madrugada del lunes 20, por el cambio de día a las 00:00.

### Día 2 - Lunes 20 de febrero
| N.º | Nombre              | Género / Tipo                                                 | Horario (UTC -3) | Premios / Puntaje   | Lista de temas / Rutina |
| --- | ------------------- | ------------------------------------------------------------- | ---------------- | ------------------- | --- |
| 1   | Tini                | Cantante de pop, pop latino, música urbana, balada y pop rock | 21:59 23:22      | G (23:02) G (23:11) | Ver lista 1. Intro Tini Tini Tini / «22» 2. «Quiero volver» 3. «Suéltate el pelo» 4. «El último beso» 5. «Maldita foto» 6. «Oye» 7. «Carne y hueso» 8. «Acércate» 9. «Ella dice» 10. «High (remix)» 11. «Fresa» 12. «Fantasi» 13. «Cupido» 14. «Muñecas» 15. «La loto» 16. «La triple T (Tini Tini Tini)» 17. «Bar» 18. «Miénteme» (Canción final) |
| 2   | Diego Urrutia Barra | Comediante y tiktoker                                         | 23:47 00:42      | G (00:24) G (00:41) | Ver listaTemas de su rutina - Empoderamiento juvenil - Uso de las redes sociales - Cosas típicas de los millennials - Chistes sobre músicos - Karaoke |
| 3   | Yorka               | Competencia internacional (1.ª ronda)                         | 00:56 01:15      | 5,6P                | «Viento» |
| 4   | Tres Dedos          | Competencia internacional (1.ª ronda)                         | 00:56 01:15      | 4,6P                | «Lo siento» |
| 5   | Zelaya              | Competencia internacional (1.ª ronda)                         | 00:56 01:15      | 5,3P                | «Como puedas» |
| 6   | Bazurto All Stars   | Competencia folclórica (1.ª ronda)                            | 01:28 01:43      | 5,6P                | «La Manguera» |
| 7   | Milena Warthon      | Competencia folclórica (1.ª ronda)                            | 01:28 01:43      | 5,9P                | «Warmisitay» |
| 8   | Camilú              | Competencia folclórica (1.ª ronda)                            | 01:28 01:43      | 6,0P                | «De a poquito» |
| 9   | Emilia              | Cantante de pop latino y música urbana                        | 01:52 02:40      | G (02:18) G (02:34) | Ver lista 1. «Recalienta» 2. «Perreito salvaje» 3. «Esto recién empieza» 4. «La chain» 5. «BB» (con MYA) 6. «Rápido lento» 7. «Intoxicao» 8. «Underground» 9. «De enero a diciembre» (con Rusherking) 10. «Como si no importara (con Duki)» 11. «Cuatro veinte»                                                                                    |

(*) Presentaciones desde la segunda mitad de Diego Urrutia hasta Emilia pasan a la madrugada del martes 21, por el cambio de día a las 00:00.

### Día 3 - Martes 21 de febrero
| N.º | Nombre              | Género / Tipo                                                            | Horario (UTC -3) | Premios / Puntaje                        | Lista de temas / Rutina |
| --- | ------------------- | ------------------------------------------------------------------------ | ---------------- | ---------------------------------------- | --- |
| 1   | Alejandro Fernandez | Cantante de mariachi, regional mexicano, baladas románticas y pop latino | 21:54 23:23      | G (22:51) G (23:04)                      | Ver lista 1. «Introducción (solo de trompeta)» 2. «Tantita pena» 3. «Estuve» 4. «Te olvidé» 5. «Hoy tengo ganas de ti» (Cover de Miguel Gallardo) 6. «Mátalas» 7. Popurri 1: («¿Qué voy a hacer con mi amor?», «Qué lástima») 8. «Caballero» 9. «Inexperto en olvidarte» 10. «Sé que te duele» 11. «Decepciones» 12. «Que seas muy feliz» 13. «Te voy a perder» 14. Popurri 2: («Si tú supieras», «No sé olvidar») 15. «Canta corazón» 16. «Me dediqué a perderte» 17. «Como quien pierde una estrella» 18. Popurrí Homenaje a Vicente Fernández: («Las llaves de mi alma», «Por tu maldito amor», «Mujeres divinas», «De qué manera te olvido») 19. «El rey» (de Vicente Fernández) 20. «Se me va la voz» |
| 2   | Belén Mora          | Comediante y standupera                                                  | 23:47 00:52      | G (00:44)                                | Ver listaTemas de su rutina - Experiencias durante la pandemia de covid-19. - Experiencias de dar a luz. - Experiencias de ser madre. - Experiencias como apoderado en el colegio. |
| 3   | Ely Blancarte       | Competencia internacional (2.ª ronda)                                    | 01:04 01:22      | 4,0P                                     | «After party» |
| 4   | Teo                 | Competencia internacional (2.ª ronda)                                    | 01:04 01:22      | 3,3P                                     | «Chocolatico» |
| 5   | Mila Manes          | Competencia internacional (2.ª ronda)                                    | 01:04 01:22      | 4,6P                                     | «No me haces falta» |
| 6   | Los Rabanes         | Competencia folclórica (2.ª ronda)                                       | 01:32 01:48      | 5,5P                                     | «La patineta» |
| 7   | Laia                | Competencia folclórica (2.ª ronda)                                       | 01:32 01:48      | 6,1P                                     | «Camino» |
| 8   | Frank Di            | Competencia folclórica (2.ª ronda)                                       | 01:32 01:48      | 6,5P                                     | «La última gota» |
| 9   | Los Jaivas          | Banda de folk rock, rock progresivo y folclor chileno                    | 02:00 03:14      | G (02:38) G (02:40) 🔑 (03:00) G (03:13) | Ver lista 1. «Tarka y Ocarina» 2. «Mira niñita» 3. «La conquistada» 4. «Pregón para iluminarse» 5. «Hijos de la tierra» 6. «Sube a nacer conmigo hermano» 7. «Todos juntos» |

(*) Presentaciones desde el minuto 14 de Belén Mora hasta Los Jaivas pasan a la madrugada del miércoles 22, por el cambio de día a las 00:00.

### Día 4 - Miércoles 22 de febrero
| N.º | Nombre            | Género / Tipo                                  | Horario (UTC -3) | Premios / Puntaje   | Lista de temas / Rutina |
| --- | ----------------- | ---------------------------------------------- | ---------------- | ------------------- | --- |
| 1   | Fito Páez         | Cantante de rock argentino y pop latino        | 22:01 23:23      | G (23:06) G (23:14) | Ver lista 1. «El amor después del amor» 2. «Dos días en la vida» 3. «11 y 6» 4. «Tráfico por Katmandú» 5. «La rueda mágica» 6. «Tumbas de la gloria» 7. «Un vestido y un amor» 8. «Al lado del camino» 9. «Brillante sobre el mic» 10. «Circo beat» 11. «Ciudad de pobres corazones» 12. «A rodar mi vida» 13. «Mariposa tecknicolor» 14. «Dar es dar»                                                                                                  |
| 2   | Rodrigo Villegas  | Humorista y standupero                         | 23:47 00:47      | G (00:29) G (00:39) | Ver listaTemas de su rutina - Vivencias con la tecnología - Fotografía "junto" a Olivia Newton-John en Viña 2017 - El noviazgo - Experiencias con la comida - Vivir en el centro de Santiago, problemas con la delincuencia y equipamiento para Carabineros - Compra de un terreno y ataque de un gallo - Escuchar música a la noche y avisos de Youtube - Comida con los suegros - Tiempos en la intimidad - Sketch: "El hijo DJ" - Sketch: "El motel" |
| 3   | Yorka             | Competencia internacional (2.ª ronda)          | 01:02 01:21      | 5,9P                | «Viento» |
| 4   | Tres Dedos        | Competencia internacional (2.ª ronda)          | 01:02 01:21      | 4,7P                | «Lo siento» |
| 5   | Zelaya            | Competencia internacional (2.ª ronda)          | 01:02 01:21      | 5,2P                | «Como puedas» |
| 6   | Bazurto All Stars | Competencia folclórica (2.ª ronda)             | 01:32 01:47      | 5,3P                | «La Manguera» |
| 7   | Milena Warthon    | Competencia folclórica (2.ª ronda)             | 01:32 01:47      | 6,4P                | «Warmisitay» |
| 8   | Camilú            | Competencia folclórica (2.ª ronda)             | 01:32 01:47      | 5,2P                | «De a poquito» |
| 9   | Rels B            | Cantante de hip hop español, R&B y trap latino | 02:03 02:43      | G (02:38) G (02:40) | Ver lista 1. «A mí» 2. «Pa quererte» 3. «Tienes el don» 4. «Sin mirar las señales» 5. «Como antes» 6. «Mejor no nos vemos» 7. «Buenos genes» 8. «Un verano en Mallorca» 9. «La última canción» 10. «Cómo dormiste?» |

(*) Presentaciones desde el minuto 14 de Rodrigo Villegas hasta Rels B pasan a la madrugada del jueves 23, por el cambio de día a las 00:00.

### Día 5 - Jueves 23 de febrero
| N.º | Nombre             | Género / Tipo                                                  | Horario (UTC -3) | Premios / Puntaje          | Lista de temas / Rutina |
| --- | ------------------ | -------------------------------------------------------------- | ---------------- | -------------------------- | --- |
| 1   | Christina Aguilera | Cantante de pop, música urbana, R&B contemporáneo y electropop | 22:02 23:13      | G (22:35) G (22:37)        | Ver lista 1. Intro / «Dirrty» 2. «CHUD» 3. «Bionic» 4. «Vanity» 5. «Genie in a bottle» 6. «What a girl wants» 7. «Ya Llegué» / «Santo» 8. «Falsas Esperanzas» 9. «Pero me acuerdo de ti» 10. «Pa' mis muchachas» 11. «Feel This Moment» (con Pitbull) / «Desnúdate» 12. «Ain't No Other Man» 13. «Show Me How You Burlesque» 14. «Express» 15. «Lady Marmalade» 16. «Beautiful» 17. «Fighter» 18. «Let There Be Love» (Final song) |
| 2   | / Fabrizio Copano  | Comediante, standupero y presentador de radio y TV             | 23:39 00:44      | G (00:27) G (00:35)        | Ver listaTemas de su rutina - Obertura musical con "Rhapsody in Blue" (versión de Walter Murphy) - Vivir entre Chile y los EE. UU. - Chistes sobre políticos - Ser asaltado con un clavo - Artistas de música urbana - Locutores de broadcastings populares - Experiencias en carretes - Algoritmo de TikTok - Respeto a los adultos mayores y anécdota con Robert De Niro - Mecánico norteamericano admirador de Chile - Recuerdo de un chiste de Sergio Freire en Viña 2018 y cierre (participación especial de Pedro Ruminot, Freire, Rodrigo Salinas y Los Bunkers) - Epílogo con "Ven aquí" (Los Bunkers) e invita a su equipo de staff para agradecer al público de Viña. |
| 3   | Ely Blancarte      | Competencia internacional (Finalistas)                         | 00:57 01:16      | —                          | «After party» |
| 4   | Yorka              | Competencia internacional (Finalistas)                         | 00:57 01:16      | G (01:20) Ganadora         | «Viento» |
| 5   | Zelaya             | Competencia internacional (Finalistas)                         | 00:57 01:16      | G (01:18) Mejor Intérprete | «Como puedas» |
| 6   | Laia               | Competencia rockera (Finalistas)                               | 01:33 01:49      | —                          | «Camino» |
| 7   | Frank Di           | Competencia rockera (Finalistas)                               | 01:33 01:49      | G (01:50) Mejor Intérprete | «La última gota» |
| 8   | Milena Warthon     | Competencia rockera (Finalistas)                               | 01:33 01:49      | G (01:52) Ganadora         | «Warmisitay» |
| 9   | Polimá Westcoast   | regguetonero, trap y rapero chileno                            | 02:07 02:51      | G (02:42) G (02:45)        | Ver lista 1. «Te quiero ver» 2. «Esto no es una canción de amor» 3. «Contigo la paso cabrón» 4. «My blood» (con Pablo Chill-E) 5. «S.O.S.» 6. «Cu4tro» 7. «Moneyman» 8. «Tu me quieres?» 9. «Samurai» (con Young Cister) 10. «Sextime» (con Young Cister) 11. «Lacone» 12. «Baby otaku» 13. «Ultra solo» (con Pailita) |

(*) Presentaciones desde el minuto 21 de Fabrizio Copano hasta Polimá Westcoast pasan a la madrugada del viernes 24, por el cambio de día a las 00:00.

### Día 6 - Viernes 24 de febrero
| N.º | Nombre               | Género / Tipo                                     | Horario (UTC -3) | Premios / Puntaje   | Lista de temas / Rutina |
| --- | -------------------- | ------------------------------------------------- | ---------------- | ------------------- | --- |
| 1   | Camilo (de colombia) | Cantante de pop latino, balada y música romantica | 22:05 23:23      | G (22:55) G (23:14) | Ver lista 1. «Kesi» 2. «Ropa cara» 3. «Favorito» 4. «La mitad» 5. «Por primera vez» (con Evaluna) 6. «Machu Picchu» (con Evaluna) 7. «Millones» 8. «Tattoo (Remix)» 9. «Tutu» 10. «Ambulancia» 11. «Bebé» 12. «Vida de rico» 13. «Desconocidos» 14. «El mismo aire» 15. «Alaska» 16. «Pegao» 17. «Índigo» (con Evaluna)                                                                      |
| 2   | Laila Roth           | Comediante y standupera                           | 23:47 00:29      | G (00:28)           | Ver listaTemas de su rutina |
| 3   | Yorka                | Competencia internacional (Show ganador)          | 00:43 00:46      | —                   | «Viento» |
| 4   | Milena Warthon       | Competencia folclórica (Show ganador)             | 00:57 01:00      | —                   | «Warmisitay» |
| 5   | Nicki Nicole         | Cantante de Música urbana, R&B, rap y pop         | 01:12 02:10      | G (02:01) G (02:03) | Ver lista 1. «Frío» 2. «Colocao» 3. «BZRP Music Sessions, Vol. 13» 4. «Baby» 5. «La terapia (Remix)» (con Young Cister) 6. «Ella no es tuya (Remix)» 7. «Entre nosotros (Remix)» 8. «Nota» 9. «Plegarias» 10. «Otra noche» / «Todos juntos» (con la participación del jurado) 11. «No toque mi naik» 12. «Marisola» (con Cris MJ y Standly) 13. «Mamichula» 14. «YaMeFui» 15. «Wapo trakero» |

(*) Presentaciones desde el minuto 14 de Laila Roth hasta Nicki Nicole pasan a la madrugada del sábado 25, por el cambio de día a las 00:00.

## Competencias
Las canciones participantes son:

### Competencia internacional
| País      | Nombre              | Intérprete    | 1.ª ronda | 2.ª ronda | Promedio final (con la votación secreta) | Final | Nota             |
| --------- | ------------------- | ------------- | --------- | --------- | ---------------------------------------- | ----- | ---------------- |
| Chile     | «Viento»            | Yorka         | 5,6       | 5,9       | 5,6 (1.°)                                | 6,0   | Ganadora         |
| Guatemala | «Como puedas»       | Zelaya        | 5,3       | 5,2       | 5,2 (2.°)                                | 5,8   | Mejor intérprete |
| México    | «After party»       | Ely Blancarte | 4,8       | 4,0       | 5,1 (3.°)                                | 5,3   |                  |
| Argentina | «No me haces falta» | Mila Manes    | 4,7       | 4,6       | 4,8 (4.°)                                |       |                  |
| Ecuador   | «Lo siento»         | Tres dedos    | 4,6       | 4,7       | 4,8 (4.°)                                |       |                  |
| Colombia  | «Chocolatico»       | Teo           | 4,3       | 3,3       | 4,0 (6.°)                                |       |                  |

#### Presentaciones
| Ver             | Ver | Ver           | Ver                  | Ver      | Ver      | Ver      | Ver      | Ver      | Ver      | Ver      | Ver      | Ver      | Ver              |
| --------------- | --- | ------------- | -------------------- | -------- | -------- | -------- | -------- | -------- | -------- | -------- | -------- | -------- | ---------------- |
| Primera ronda   |     |               |                      |          |          |          |          |          |          |          |          |          |                  |
| Fecha           | N.º | Artista       | Canción interpretada | Puntajes | Puntajes | Puntajes | Puntajes | Puntajes | Puntajes | Puntajes | Puntajes | Puntajes | Promedio parcial |
| Fecha           | N.º | Artista       | Canción interpretada | GV       | PW       | EF       | NN       | JLR      | EM       | DF       | JP       | P        | Promedio parcial |
| Domingo 19/02   | 1   | Ely Blancarte | «After party»        | 6        | 5        | ?        | ?        | ?        | 5        | 5        | 4        | 3,5      | 4,8              |
| Domingo 19/02   | 2   | Teo           | «Chocolatico»        | 4        | 5        | ?        | ?        | ?        | 4        | 5        | 4        | 2,4      | 4,3              |
| Domingo 19/02   | 3   | Mila Manes    | «No me haces falta»  | 5        | 6        | ?        | ?        | ?        | 4        | 4        | 5        | 3,9      | 4,7              |
| Lunes 20/02     | 4   | Yorka         | «Viento»             | ?        | 6        | 6        | 6        | 5        | ?        | ?        | 6        | 4,4      | 5,6              |
| Lunes 20/02     | 5   | Tres dedos    | «Lo siento»          | ?        | 4        | 4        | 5        | 6        | ?        | ?        | 5        | 3,7      | 4,6              |
| Lunes 20/02     | 6   | Zelaya        | «Como puedas»        | ?        | 5        | 6        | 5        | 5        | ?        | ?        | 6        | 4,8      | 5,3              |
| Segunda ronda   |     |               |                      |          |          |          |          |          |          |          |          |          |                  |
| Fecha           | N.º | Artista       | Canción interpretada | Puntajes | Puntajes | Puntajes | Puntajes | Puntajes | Puntajes | Puntajes | Puntajes | Puntajes | Promedio parcial |
| Fecha           | N.º | Artista       | Canción interpretada | GV       | PW       | EF       | NN       | JLR      | EM       | DF       | JP       | P        | Promedio parcial |
| Martes 21/02    | 1   | Ely Blancarte | «After party»        | 7        | ?        | 6        | 6        | ?        | 4        | 5        | ?        | 3,7      | 4                |
| Martes 21/02    | 2   | Teo           | «Chocolatico»        | 5        | ?        | 5        | 5        | ?        | 4        | 5        | ?        | 2,7      | 3,3              |
| Martes 21/02    | 3   | Mila Manes    | «No me haces falta»  | 6        | ?        | 5        | 6        | ?        | 3        | 4        | ?        | 3,4      | 4,6              |
| Miércoles 22/02 | 4   | Yorka         | «Viento»             | 7        | 6        | ?        | 6        | ?        | ?        | 6        | 6        | 4,2      | 5,9              |
| Miércoles 22/02 | 5   | Tres dedos    | «Lo siento»          | 5        | 4        | ?        | 4        | ?        | ?        | 6        | 5        | 3,9      | 4,7              |
| Miércoles 22/02 | 6   | Zelaya        | «Como puedas»        | 6        | 5        | ?        | 5        | ?        | ?        | 6        | 5        | 4,4      | 5,2              |
| Final           |     |               |                      |          |          |          |          |          |          |          |          |          |                  |
| Fecha           | N.º | Artista       | Canción interpretada | Puntajes | Puntajes | Puntajes | Puntajes | Puntajes | Puntajes | Puntajes | Puntajes | Puntajes | Promedio parcial |
| Fecha           | N.º | Artista       | Canción interpretada | GV       | PW       | EF       | NN       | JLR      | EM       | DF       | JP       | P        | Promedio parcial |
| Jueves 23/02    | 1   | Ely Blancarte | «After party»        | ?        | ?        | ?        | ?        | ?        | ?        | ?        | ?        | 3,3      | 5,3              |
| Jueves 23/02    | 2   | Yorka         | «Viento»             | ?        | ?        | ?        | ?        | ?        | ?        | ?        | ?        | 4,3      | 6                |
| Jueves 23/02    | 3   | Zelaya        | «Como puedas»        | ?        | ?        | ?        | ?        | ?        | ?        | ?        | ?        | 4,4      | 5,8              |

### Competencia folclórica
| País      | Nombre           | Intérprete        | 1.ª ronda | 2.ª ronda | Promedio final (con la votación secreta) | Final | Nota             |
| --------- | ---------------- | ----------------- | --------- | --------- | ---------------------------------------- | ----- | ---------------- |
| Perú      | «Warmisitay»     | Milena Warthon    | 5,9       | 6,4       | 6,0 (3.º)                                | 6,4   | Ganadora         |
| Chile     | «Camino»         | Laia              | 6,0       | 6,1       | 6,3 (1.º)                                | 6,0   |                  |
| México    | «La última gota» | Frank Di          | 5,8       | 6,5       | 6,2 (2.º)                                | 5,7   | Mejor intérprete |
| Argentina | «De a poquito»   | Camilú            | 6,0       | 5,2       | 5,8 (4.º)                                |       |                  |
| Panamá    | «La patineta»    | Los Rabanes       | 5,2       | 5,5       | 5,5 (5.º)                                |       |                  |
| Colombia  | «La manguera»    | Bazurto All Stars | 5,6       | 5,3       | 5,4 (6.º)                                |       |                  |

#### Presentaciones
| Ver             | Ver | Ver               | Ver                  | Ver      | Ver      | Ver      | Ver      | Ver      | Ver      | Ver      | Ver      | Ver      | Ver              |
| --------------- | --- | ----------------- | -------------------- | -------- | -------- | -------- | -------- | -------- | -------- | -------- | -------- | -------- | ---------------- |
| Primera ronda   |     |                   |                      |          |          |          |          |          |          |          |          |          |                  |
| Fecha           | N.º | Artista           | Canción interpretada | Puntajes | Puntajes | Puntajes | Puntajes | Puntajes | Puntajes | Puntajes | Puntajes | Puntajes | Promedio parcial |
| Fecha           | N.º | Artista           | Canción interpretada | GV       | PW       | EF       | NN       | JLR      | EM       | DF       | JP       | P        | Promedio parcial |
| Domingo 19/02   | 1   | Los Rabanes       | «La patineta»        | 5        | 5        | ?        | ?        | ?        | 5        | 5        | 6        | 5,1      | 5,2              |
| Domingo 19/02   | 2   | Laia              | «Camino»             | 5        | 6        | ?        | ?        | ?        | 7        | 6        | 6        | 6        | 6,0              |
| Domingo 19/02   | 3   | Frank Di          | «La última gota»     | 5        | 7        | ?        | ?        | ?        | 7        | 6        | 5        | 4,8      | 5,8              |
| Lunes 20/02     | 4   | Bazurto All Stars | «La manguera»        | ?        | 4        | 6        | 7        | 6        | ?        | ?        | 6        | 4,6      | 5,6              |
| Lunes 20/02     | 5   | Milena Warthon    | «Warmisitay»         | ?        | 6        | 5        | 6        | 6        | ?        | ?        | 6        | 6,2      | 5,9              |
| Lunes 20/02     | 6   | Camilú            | «De a poquito»       | ?        | 6        | 7        | 7        | 6        | ?        | ?        | 6        | 4        | 6                |
| Segunda ronda   |     |                   |                      |          |          |          |          |          |          |          |          |          |                  |
| Fecha           | N.º | Artista           | Canción interpretada | Puntajes | Puntajes | Puntajes | Puntajes | Puntajes | Puntajes | Puntajes | Puntajes | Puntajes | Promedio parcial |
| Fecha           | N.º | Artista           | Canción interpretada | GV       | PW       | EF       | NN       | JLR      | EM       | DF       | JP       | P        | Promedio parcial |
| Martes 21/02    | 1   | Los Rabanes       | «La patineta»        | 5        | ?        | 7        | 7        | ?        | 4        | 5        | ?        | 4,9      | 5,5              |
| Martes 21/02    | 2   | Laia              | «Camino»             | 6        | ?        | 7        | 7        | ?        | 5        | 6        | ?        | 5,8      | 6,1              |
| Martes 21/02    | 3   | Frank Di          | «La última gota»     | 7        | ?        | 7        | 7        | ?        | 7        | 6        | ?        | 4,8      | 6,5              |
| Miércoles 22/02 | 4   | Bazurto All Stars | «La manguera»        | 6        | 6        | ?        | 6        | ?        | ?        | 5        | 5        | 3,9      | 5,3              |
| Miércoles 22/02 | 5   | Milena Warthon    | «Warmisitay»         | 7        | 6        | ?        | 6        | ?        | ?        | 7        | 6        | 6,5      | 6,4              |
| Miércoles 22/02 | 6   | Camilú            | «De a poquito»       | 6        | 5        | ?        | 6        | ?        | ?        | 5        | 6        | 3,2      | 5,2              |
| Final           |     |                   |                      |          |          |          |          |          |          |          |          |          |                  |
| Fecha           | N.º | Artista           | Canción interpretada | Puntajes | Puntajes | Puntajes | Puntajes | Puntajes | Puntajes | Puntajes | Puntajes | Puntajes | Promedio parcial |
| Fecha           | N.º | Artista           | Canción interpretada | GV       | PW       | EF       | NN       | JLR      | EM       | DF       | JP       | P        | Promedio parcial |
| Jueves 23/02    | 1   | Laia              | «Camino»             | ?        | ?        | ?        | ?        | ?        | ?        | ?        | ?        | 3,8      | 6                |
| Jueves 23/02    | 2   | Frank Di          | «La última gota»     | ?        | ?        | ?        | ?        | ?        | ?        | ?        | ?        | 3        | 5,7              |
| Jueves 23/02    | 3   | Milena Warthon    | «Warmisitay»         | ?        | ?        | ?        | ?        | ?        | ?        | ?        | ?        | 6,3      | 6,4              |

## Reconocimientos especiales

### Presentación de Los Jaivas
En la conmemoración de sus 60 años de existencia, la banda recibió las gaviotas de plata y oro, pero además la alcaldesa Ripamonti hizo entrega de las llaves de la ciudad de Viña del Mar — siendo la segunda vez que se entrega (la primera vez se le hizo entrega al cantautor y compositor mexicano Marco Antonio Solís en la edición 2019) — en honor a su reconocimiento y trayectoria musical; y ya casi al finalizar su presentación la alcaldesa hace entrega de la Gaviota de Platino a la banda, siendo la primera agrupación chilena en recibirla. Esta es la cuarta vez en la que se entrega dicho galardón (la primera vez se entregó al mexicano Luis Miguel en 2012, la segunda a la española Isabel Pantoja en 2017 (en representación de su amigo, el recordado cantautor mexicano Juan Gabriel) y la tercera al chileno Humberto Gatica, sobrino de Lucho Gatica en 2019).

## Controversias

### Restricciones a la transmisión internacional
A petición del artista, la presentación de Fito Páez no fue transmitida por streaming a través de STAR+, plataforma oficial del evento para Latinoamérica. Sin embargo, la presentación fue transmitida por TV Chile, la señal internacional de TVN y por el portal Billboard.

### Parrilla programática
Ha habido críticas contra la organización del festival para esta versión, debido a que gran parte de los artistas convocados para esta edición son para un público juvenil y no para un público mayor (con excepción de las presentaciones del día 21 de febrero). Adicionalmente a ello se suman otros problemas: la bajada tardía de algunos artistas como Maná y Yerko Puchento, lo que además se suma a la renuncia del director ejecutivo de Canal 13 Mauricio Correa, y la tardanza en dar a conocer la parrilla programática definitiva (incluyendo a los humoristas), la cual recién fue dada a conocer una semana antes del inicio del certamen. Medios de comunicación como Pauta FM, han catalogado a este festival como "el peor de la historia", y otros como La Tercera, El Dínamo o La Cuarta, han hecho hincapié en la serie de problemas y contratiempos de la producción del certamen, solo días antes de iniciarse. Según una encuesta realizada por Cadem y publicada el 20 de febrero, un 69% creía que iba a ser peor que las ediciones anteriores y un 23% tenía pensado verlo.

### Artistas

#### Presentación de Karol G
Durante la entrega de premios a Karol G, una niña presente en el público subió al escenario y bailó las canciones de la artista. Posteriormente Karol G le regaló a la pequeña su gaviota de oro. Después en el backstage le entregaron a la artista un nuevo galardón como reemplazo.

#### Presentación de Paloma Mami
La hora de salida de la cantante fue criticada por los espectadores, volviendo a instalar la polémica de que la hora de inicio del festival debiese ser mucho más temprano. Algunos señalaron: “Si hacen salir a Los Jaivas a la misma hora que Paloma Mami, será un insulto a su historia y a toda la música chilena”. Con esa frase, los usuarios de redes sociales criticaron que el espectáculo de la cantante chilena comenzara pasadas las 02:30 horas en la primera noche del festival. Se calificó este hecho como una "falta de respeto".

#### Presentación de Tini
La presentación de la reconocida cantante pop urbana argentina Tini tampoco estuvo exenta de polémica, ya que fue duramente criticada por varios usuarios en distintas redes sociales por el uso de pistas pregrabadas que exhibió desde un inicio en donde en gran parte de su show sólo se dedicó a bailar y no a cantar. Varios cibernautas le dicen que ella sólo las interpreta y deja que las pistas hagan lo suyo. Se le criticó en Twitter con el hashtag #Playback.
Tini, por su parte, muy agradecida y emocionada recibió el cariño y el apoyo de su público chileno en este festival durante su primera presentación allí que, hasta sacó una selfie con los presentadores de este certamen, María Luisa Godoy y Martín Cárcamo, luego de recibir sus dos primeros premios entregados por el público, las dos Gaviotas de Plata y Oro. 

### Humoristas

#### Rutina de Pamela Leiva
En la presentación de la humorista chilena Pamela Leiva, ocurrió un inesperado suceso: la artista le dio 2 besos al actor nacional y miembro del jurado Gonzalo Valenzuela.

#### Rutina de Belén Mora
Casi al finalizar su rutina, la comediante recibió pifias de «El monstruo», por lo cual  sólo recibió la Gaviota de plata (pese a que se le ofreció la Gaviota de oro, por parte de los animadores y el público de la galería) y posterior a ello decidió continuar con pese a las pifias, las cuales con el paso del tiempo la obligaron a terminar su rutina anticipadamente. Al finalizar, durante la entrevista de la prensa, señaló que era “bueno” que el público se expresara y que la rutina “no depende del día, sino del comediante”.

#### Rutina de Fabrizio Copano
La rutina humorística del controversial humorista y presentador chileno radicado en los Estados Unidos, Fabrizio Copano, tampoco estuvo exenta de polémicas, ya que al principio estuvo marcada por contundentes pifias de "El monstruo" que pedían el regreso al escenario de la mundialmente reconocida cantante estadounidense Christina Aguilera, además de que se le entregara la "Gaviota de Platino", lo cual no se hizo. Sin embargo, con el pasar del tiempo, su rutina logró detener las pifias del público.
El polémico comediante nombró en su rutina a diversas personalidades de la industria del entretenimiento, de la música y de la política, lo que causó la molestia de algunos allí presentes. Esta rutina fue muy diferente a la de su primera participación en la edición 2017 de este mismo festival.  
Además, también besó al actor chileno Gonzalo Valenzuela, quien fue integrante del jurado allí. Al final de su rutina aparecen sus excompañeros del polémico programa El Club de la Comedia, los también comediantes Pedro Ruminot y Sergio Freire (a quienes también besó). Adicionalmente, también aparecieron ya al final el también comediante Rodrigo Salinas (también exintegrante de El Club de la Comedia) y los integrantes de la banda de rock chilena Los Bunkers. Copano, por su parte, se sintió muy cómodo y satisfecho tras realizar su polémica rutina con un cierre inédito que quedará en la historia tanto de este certamen como de su carrera.

#### Rutina de Laila Roth
Al igual que otros comediantes, la trasandina besó al actor y jurado del festival Gonzalo Valenzuela y después a Yamila Reyna.
Sin embargo, la última comediante del festival no logró convencer al público de la Quinta Vergara, por lo cual sólo logró llevarse la Gaviota de Plata. Posteriormente decidió retirarse anticipadamente del escenario, debido a algunas pifias leves que se escucharon. La argentina "pidió disculpas" a quienes no les gustó su rutina.
Finalmente, fue la segunda comediante (junto a Belén Mora) de esta edición en no llevarse la Gaviota de Oro.

## Errores técnicos

#### Problemas técnicos en presentación de Paloma Mami
Mientras Paloma Mami se encontraba cantando su cuarto tema «Traumada», ocurrieron problemas técnicos de retorno. La chilena se encontraba cantando cuando de repente ordenó detener la canción para arreglar el dispositivo de retorno que tenía en su oído. Ante esto ella señaló: «Espera, espera, dame un break. Disculpen, es que me tiene que salir bien po'». Posteriormente continuó con su show, sin embargo volvió a interrumpirlo posteriormente para nuevamente arreglar su retorno.

## Audiencias
Noche más vista (excepto la noche cero).

     Noche menos vista (excepto la noche cero).
| Noche                             | Día                               | Fecha                             | Horario                           | Índice de audiencia | Puesto diario |
| --------------------------------- | --------------------------------- | --------------------------------- | --------------------------------- | ------------------- | ------------- |
| 0                                 | Viernes                           | 17 de febrero de 2023             | 22:00 - 01:53                     | 29,6                | Primero       |
| 1                                 | Domingo                           | 19 de febrero de 2023             | 21:35 - 03:29                     | 27,1                | Primero       |
| 2                                 | Lunes                             | 20 de febrero de 2023             | 21:35 - 02:47                     | 22,9                | Primero       |
| 3                                 | Martes                            | 21 de febrero de 2023             | 21:25 - 03:22                     | 25,5                | Primero       |
| 4                                 | Miércoles                         | 22 de febrero de 2023             | 21:35 - 02:53                     | 23,2                | Primero       |
| 5                                 | Jueves                            | 23 de febrero de 2023             | 21:35 - 03:00                     | 29,0                | Primero       |
| 6                                 | Viernes                           | 24 de febrero de 2023             | 21:35 - 02:20                     | 25,0                | Primero       |
| Rating promedio (excepto la gala) | Rating promedio (excepto la gala) | Rating promedio (excepto la gala) | Rating promedio (excepto la gala) | 25,5                | 25,5          |